# 中華人民共和国海関総署
中華人民共和国海関総署（ちゅうかじんみんきょうわこくかいかんそうしょ）は、中華人民共和国において、税関、物品等の輸出入管理、検疫の事務を司る機関。中央政府が事務を直接管掌する、いわゆる垂直管理体制にあり、国務院の部（日本の省に相当）級直属機関である。海関総署、広東分署、天津特派員事務所、上海特派員事務所、41の税関、2カ所の税関学校、及び562の所管税関機関よりなる。

## 所管事務
- 運輸機材、貨物、物品の輸出入監視・管理
- 関税、その他諸税・費用の徴収
- 密輸取締
- 関税統計処理、その他の業務
- 出入国者への衛生検疫、動植物や各種物品の輸出入検疫

## 階級制度
税関職員は、以下の5等13級の階級に分かれる。
| 等  | 級           |
| --- | ------------ |
| 1等 | 海関総監     |
| 1等 | 海関副総監   |
| 2等 | 関務監督一級 |
| 2等 | 関務監督二級 |
| 2等 | 関務監督三級 |
| 3等 | 関務督察一級 |
| 3等 | 関務督察二級 |
| 3等 | 関務督察三級 |
| 4等 | 関務督弁一級 |
| 4等 | 関務督弁二級 |
| 4等 | 関務督弁三級 |
| 5等 | 関務員一級   |
| 5等 | 関務員二級   |

海関総監、海関副総監、関務監督一級、関務監督二級は、国務院総理により任命される。

## 歴代署長
- 孔原（在任1949-1953）
- 王潤生（在任1980-1985）
- 戴杰（在任1985-1993）
- 銭冠林（在任1993-2001）
- 牟新生（在任2001-2008）
- 盛光祖（在任2008-2011年2月）
- 于広洲（在任2011年4月-2018年3月）
- 倪岳峰（在任2018年3月-2022年5月）
- 兪建華（在任2022年5月－2024年12月）